# Lazarenkoiopsis
Langeottia is een monotypisch geslacht van korstmossen behorend tot de familie Teloschistaceae. Het bestaat alleen uit de soort Lazarenkoiopsis ussuriensis.